# Platycercus elegans
Platycercus elegans là một loài chim trong họ Psittacidae.
Đây là một loài vẹt có nguồn gốc ở phía đông và đông nam Úc đã được đưa vào New Zealandand đảo Norfolk. Nó thường được tìm thấy trong, nhưng không giới hạn, rừng núi và vườn.